# Andreas Lorenz Casse
Andreas Lorenz Casse, född 1 april 1803, död 22 november 1886, var en dansk politiker.
Casse blev 1854 borgmästare i Köpenhamn, och var 1852-54 och 1861-81 nationalliberal medlem av Folketinget. Han var justitieminister i ministärerna Hall 1860-63 och Monrad 1863-64.

## Utmärkelser
- Riddare av Dannebrogorden,  1856[5]
- Dannebrogsmännens hederstecken,  1857[5]
- Kommendör av Dannebrogorden,  1864[5]

[Redigera Wikidata]